# Hazlehurst, Mississippi
Hazlehurst là một thành phố thuộc quận Copiah, tiểu bang Mississippi, Hoa Kỳ. Năm 2010, dân số của thành phố này là 4 009 người.

## Dân số
- Dân số năm 2000: 4 400 người.
- Dân số năm 2010: 4 009 người.